# Nahaping (sockenhuvudort i Kina, Yunnan Sheng, lat 28,43, long 103,86)
Nahaping är en sockenhuvudort i Kina. Den ligger i provinsen Yunnan, i den sydvästra delen av landet, omkring 390 kilometer norr om provinshuvudstaden Kunming. Antalet invånare är 10 384. Befolkningen består av 4 688 kvinnor och 5 696 män. Barn under 15 år utgör 28,0 %, vuxna 15-64 år 63 %, och äldre över 65 år 8,0 %.
Runt Nahaping är det ganska tätbefolkat, med 124 invånare per kvadratkilometer. Närmaste större samhälle är Zhongcheng, 19,4 km norr om Nahaping. I omgivningarna runt Nahaping växer i huvudsak blandskog.
Genomsnittlig årsnederbörd är 1 208 millimeter. Den regnigaste månaden är juli, med i genomsnitt 287 mm nederbörd, och den torraste är december, med 11 mm nederbörd.